# Fernando Jourdain
Fernando Jourdain – kubański zapaśnik walczący w stylu klasycznym. Zajął 20. miejsce w mistrzostwach świata w 1994. Dwukrotny zwycięzca mistrzostw panamerykańskich (1984,1994). Triumfator igrzysk Ameryki Środkowej i Karaibów w 1993. Drugi w Pucharze Świata w 1996 roku.